# Trilogía de los Guardianes de la Galaxia
La trilogía de los Guardianes de la Galaxia es una saga de películas producidas por Marvel Studios y ambientadas en su Universo cinematográfico, basado en el equipo homónimo de Marvel Comics. Iniciada en 2014, se compone de Guardianes de la Galaxia, Guardianes de la Galaxia vol. 2 (2017) y Guardianes de la Galaxia vol. 3 (2023). Además, las películas se complementan con la serie de cortometrajes animados I Am Groot (2022) y el especial para Disney+ The Guardians of the Galaxy Holiday Special (2022). La trilogía corresponde a una saga con reparto coral.

## Películas
| Película                        | Fecha de lanzamiento | Director   | Guionista (s)               | Productor   |
| ------------------------------- | -------------------- | ---------- | --------------------------- | ----------- |
| Guardianes de la Galaxia        | 1 de agosto de 2014  | James Gunn | James Gunn & Nicole Perlman | Kevin Feige |
| Guardianes de la Galaxia Vol. 2 | 5 de mayo de 2017    | James Gunn | James Gunn                  | Kevin Feige |
| Guardianes de la Galaxia Vol. 3 | 5 de mayo de 2023    | James Gunn | James Gunn                  | Kevin Feige |

### Guardianes de la Galaxia(2014)
El temerario aventurero Peter Quill es objeto de un implacable cazarrecompensas después de robar una misteriosa esfera codiciada por Ronan, un poderoso villano cuya ambición amenaza todo el universo. Cuando Quill descubre el verdadero poder de la esfera, deberá hacer todo lo posible para derrotar a sus extravagantes rivales en un intento desesperado de salvar el destino de la galaxia.

### Guardianes de la Galaxia vol. 2(2017)
Los Guardianes deben luchar para mantener unida a su nueva familia mientras desentrañan el misterio de la verdadera filiación de Peter Quill.

### Guardianes de la Galaxia vol. 3(2023)
Los Guardianes de la Galaxia se están adaptando a la vida en Knowhere, pero cuando partes del pasado de Rocket resurgen, Peter Quill debe liderar a los Guardianes en una peligrosa misión para protegerlo que podría llevar a la disolución del equipo.

## Reparto y personajes

### Protagonistas
|                                                  |
| Chris Pratt, interpreta a Peter Quill/Star-Lord. |

|                                   |
| Zoe Saldaña, interpreta a Gamora. |

|                                    |
| Karen Gillan, interpreta a Nebula. |

|                                              |
| Bradley Cooper, interpreta a Rocket Raccoon. |

|                                                 |
| Dave Bautista, interpreta a Drax el Destructor. |

|                                       |
| Pom Klementieff, interpreta a Mantis. |

|                                 |
| Vin Diesel, interpreta a Groot. |

|                                  |
| Sean Gunn, interpreta a Kraglin. |

|                                     |
| Maria Bakalova, interpreta a Cosmo. |

|                                            |
| Michael Rooker, interpreta a Yondu Udonta. |

### Antagonistas
|                                           |
| Lee Pace, interpreta a Ronan el Acusador. |

|                                 |
| Kurt Russell, interpreta a Ego. |

|                                                   |
| Chukwudi Iwuji, interpreta al Alto Evolucionador. |

|                                         |
| Elizabeth Debicki, interpreta a Ayesha. |

|                                          |
| Will Poulter, interpreta a Adam Warlock. |

|                                 | Guardianes de la Galaxia (2014) | Guardianes de la Galaxia vol. 2 (2017) | Guardianes de la Galaxia vol. 3 (2023) |
| ------------------------------- | ------------------------------- | -------------------------------------- | -------------------------------------- |
| Peter Quill/Star-Lord           | Chris Pratt                     | Chris Pratt                            | Chris Pratt                            |
| Gamora                          | Zoe Saldaña                     | Zoe Saldaña                            | Zoe Saldaña                            |
| Drax el Destructor              | Dave Bautista                   | Dave Bautista                          | Dave Bautista                          |
| Rocket                          | Bradley Cooper                  | Bradley Cooper                         | Bradley Cooper                         |
| Groot                           | Vin Diesel                      | Vin Diesel                             | Vin Diesel                             |
| Nebula                          | Karen Gillan                    | Karen Gillan                           | Karen Gillan                           |
| Mantis                          |                                 | Pom Klementieff                        | Pom Klementieff                        |
| Yondu                           | Michael Rooker                  | Michael Rooker                         |                                        |
| Kraglin                         | Sean Gunn                       | Sean Gunn                              | Sean Gunn                              |
| Cosmo                           | Fred                            | Fred                                   | Maria Bakalova                         |
| Meredith Quill                  | Laura Haddock                   | Laura Haddock                          |                                        |
| Ronan                           | Lee Pace                        |                                        |                                        |
| Rhomann Dey                     | John C. Reilly                  |                                        |                                        |
| Irani Rael                      | Glenn Close                     |                                        |                                        |
| Korath                          | Djimon Hounsou                  |                                        |                                        |
| Taneleer Tivan/El Coleccionista | Benicio del Toro                |                                        |                                        |
| Thanos                          | Josh Brolin                     |                                        |                                        |
| El Otro                         | Alexis Denisof                  |                                        |                                        |
| Ego                             |                                 | Kurt Russell                           |                                        |
| Stakar Ogord                    |                                 | Sylvester Stallone                     | Sylvester Stallone                     |
| Taserface                       |                                 | Chris Sullivan                         |                                        |
| Ayesha                          |                                 | Elizabeth Debicki                      | Elizabeth Debicki                      |
| Alto Evolucionador              |                                 |                                        | Chukwudi Iwuji                         |
| Adam Warlock                    |                                 |                                        | Will Poulter                           |

## Recepción

### Taquilla
| Película                        | Estreno (en Estados Unidos) | Ingresos         | Ingresos          | Ingresos       | Ranking histórico | Ranking histórico | Ranking Marvel | Presupuesto     | Ref.  |
| Película                        | Estreno (en Estados Unidos) | EE. UU. y Canadá | Otros territorios | Mundial        | EE. UU. y Canadá  | Mundial           | Ranking Marvel | Presupuesto     | Ref.  |
| ------------------------------- | --------------------------- | ---------------- | ----------------- | -------------- | ----------------- | ----------------- | -------------- | --------------- | ----- |
| Guardianes de la Galaxia        | 1 de agosto de 2014         | $333,176,600     | $439,600,000      | $772,776,600   | 68                | 104               | 16             | $195,9 millones | [ 4 ] |
| Guardianes de la Galaxia Vol. 2 | 5 de mayo de 2017           | $389,813,101     | $473,942,950      | $863,756,051   | 42                | 77                | 13             | $200 millones   | [ 5 ] |
| Guardianes de la Galaxia vol. 3 | 5 de mayo de 2023           | $353,075,623     | $472,862,410      | $825,938,033   |                   |                   |                | $250 millones   | [ 6 ] |
| Total                           | Total                       | $1,076,602,836   | $1,372,240,477    | $2,465,908,391 |                   |                   |                | $609,900,000    |       |

### Crítica
| Película                        | Críticos          | Críticos        | Audiencia           | Audiencia             | Audiencia   |
| Película                        | Rotten Tomatoes   | Metacritic      | Rotten Tomatoes     | IMDb                  | CinemaScore |
| ------------------------------- | ----------------- | --------------- | ------------------- | --------------------- | ----------- |
| Guardianes de la Galaxia        | 92% (338 reseñas) | 76 (53 reseñas) | 92% (250 000 votos) | 8.0 (1 200 000 votos) | A           |
| Guardianes de la Galaxia vol. 2 | 85% (426 reseñas) | 67 (47 reseñas) | 87% (100 000 votos) | 7.6 (724 000 votos)   | A           |
| Guardianes de la Galaxia vol. 3 | 82% (375 reseñas) | 64 (63 reseñas) | 93% (25 000 votos)  | 8.1 (218 000 votos)   | A           |
| Total                           | 86%               | 69              | 91%                 | 7.9                   | A           |